# Clash at Demonhead
Clash at Demonhead (電撃ビッグバン?, Dengeki Big Bang!) è un videogioco d'azione del 1989 sviluppato da Vic Tokai per Nintendo Entertainment System.

## Trama
Billy "Big Bang" deve salvare il professor Plum, ideatore di un ordigno dell'apocalisse.

## Modalità di gioco
Clash at Demonhead fa parte del genere metroidvania.

## Accoglienza
Engadget ha inserito il titolo nella lista dei giochi che avrebbe voluto fossero distribuiti tramite Virtual Console.